# Nananu-i-Cake
Nananu-i-Cake ist eine Insel der Fidschi-Inseln innerhalb der Viti-Levu-Gruppe und liegt nördlich der Hauptinsel Viti Levu.

## Name
Der Name Nananu-i-Cake bedeutet auf Fidschi übersetzt Tagtraum Aufwind. Die Insel ist auch unter den Namen wie Ananugata, Nananugata, Yananu und in der veralteten Schreibung Nananu-i-Thake bekannt.

## Geographie
Die Insel befindet sich 1 km nördlich des Ortes Ellington Wharf an der Nordspitze der Hauptinsel Viti Levu, von wo aus sie mit dem Boot erreichbar ist, und südöstlich von Nananu-i-Ra.

## Geschichte
1974 besuchte Sir Harold Mitchell aus dem Vereinigten Königreich den Inselstaat Fidschi und kaufte sich dort als Rückzugsort die Inseln Nananu-i-Cake und Mabua. Aufgrund seiner Position als stellvertretender Vorsitzender der Conservative Party unter Winston Churchill und seinem sozialen und politischen Stand kamen immer wieder berühmte Persönlichkeiten zu Besuch und verbrachten einige Nächte auf der Insel. Für viele dieser Besucher wurden Gedenkbäume gepflanzt, die noch heute zu sehen sind.
Nananu-i-Cake gehört zum administrativen Distrikt Western Division.

## Sehenswertes
Auf der Insel finden sich Beweise für die moka, Steinformationen, die in den Gebieten der Gezeiten gebaut wurden, um Fische bei Ebbe zu fangen, und ringförmige Befestigungsmauern aus Vulkangestein.